# 藤原乙牟漏
藤原乙牟漏（760年—790年），日本第五十代桓武天皇的皇后，內大臣藤原良繼之女。乙牟漏在桓武天皇仍為東宮時入宮為東宮妃，桓武天皇即位後冊立為皇后。乙牟漏美麗溫婉，嫻熟女則，有母儀之德。生平城天皇、嵯峨天皇、高志內親王。平城天皇即位，追尊皇太后，乙牟漏之母阿倍古美奈則追封正一位。

## 生平
延曆二年（783年），授正三位，為夫人。四月，立為皇后。
延曆三年（784年）十月，乙牟漏之母阿倍古美奈逝世。十一月，遷都長岡京，乙牟漏為了守喪而不隨同遷都，桓武天皇遣使迎接，乙牟漏隨皇太夫人（高野新笠）一同前往長岡京。
延曆九年（790年）閏三月，乙牟漏病逝，年三十一。諡號「天之高藤廣宗照姬之尊」。

## 來源
【大日本史卷之七十六 列傳第三 后妃三 （页面存档备份，存于）】